# Göran Boijsen
Lars Göran Boijsen, född 21 mars 1951 i Sankt Peters klosters församling i Malmöhus län, är en svensk militär.

## Biografi
Boijsen avlade marinofficersexamen vid Kungliga Sjökrigsskolan 1973 och utnämndes samma år till löjtnant vid Älvsborgs kustartilleriregemente, där han tjänstgjorde till 1978, befordrad till kapten 1976. Åren 1978–1984 tjänstgjorde han bland annat som lärare i Stockholmsområdet, men gick också kurser vid Militärhögskolan 1980–1981 och 1982–1984. Han befordrades till major 1983. Han var sjöoperatör vid staben i Södra militärområdet 1984–1986 och chef för Sektion 1 vid Blekinge kustartilleriförsvar 1986–1988. År 1988 befordrades han till överstelöjtnant, varefter han 1988–1989 var bataljonschef vid Karlskrona kustartilleriregemente och 1989–1990 studerade vid US Marine Corps Command and Staff College. Han var kurschef vid Militärhögskolan 1990–1992 och sektionschef vid Försvarsstaben 1992–1994. Han befordrades 1994 till överste, varpå han 1994–1999 var chef för Fjärde kustartilleribrigaden med Karlskrona kustartilleriregemente. Åren 1999–2003 var han marinattaché vid ambassaden i Washington. Han var stabschef i Södra militärdistriktet 2003–2004 och därefter befälhavare för militärdistriktet från och med den 1 juli 2004 till och med nedläggningen den 31 december 2005. Boijsen pensionerades från Försvarsmakten 2006.
Göran Boijsen invaldes 1992 som ledamot av Kungliga Örlogsmannasällskapet.